# El último caballo
El último caballo és una pel·lícula espanyola dirigida, escrita i produïda per Edgar Neville en 1950.

## Característiques
Aquesta pel·lícula es considera com el primer manifest ecologista del cinema espanyol, un cant de rebel·lia en ple i dur franquisme. Una vegada més la fèrria censura del règim és soscavada des dels subtils fonaments de l'humor. Sense sexe, ni ideologies perverses, sinó ni més ni menys que amb un retrat de la societat espanyola des de la cruel ironia.
La pel·lícula, rodada en 1950, comença amb unes imatges de la Gran Via madrilenya sumida en un caos de trànsit, imatge gairebé impensable per a un temps de autarquia i misèria econòmica.
Quan finalitzen els títols de crèdit, a manera d'antítesi, mostra un magnífic i relaxant “skyline” de les torres conventuals d'Alcalá de Henares, població tranquil·la i recol·lecta, sense cotxes, protegida entre turons, sumida en la pau i el silenci, solo trencat pel so estrident d'un cornetín.
Llavors la cambra realitza un escombratge panoràmic per la ciutat fins a endinsar-se al pati principal del Cuartel del Príncipe. Allí un alt comandament de l'exèrcit notifica a la tropa que aquesta arma de cavalleria passarà a ser, a partir de l'endemà, unitat motoritzada i que cavalls i soldats es llicenciaran a un mateix temps.
Fernando Fernán Gómez, que encarna el paper de recluta, es resisteix a abandonar a la seva mala sort a “Bucéfalo”, el cavall amb el qual ha compartit desventures durant massa mesos; no pot suportar la idea que el converteixin en carn de canó i ho esbudellin en qualsevol plaça de toros. És llavors quan renúncia a projectes de noces i, entre el cavall i la núvia, opta per la compra del cavall. A lloms de “Bucéfalo” surt ufà per la Puerta de Madrid camí de la capital.

## Sinopsi
Fernando, el protagonista, acaba el servei militar en l'arma de cavalleria i decideix comprar el cavall que ha estat el seu company durant tot aquest temps, Bucéfalo. Però viure amb ell a Madrid es convertirà en un greu problema. La ciutat que va conèixer ja no és la mateixa. No trobarà quadres on deixar-ho, ni condicions per a mantenir-ho en la capital. A això se suma l'oposició de tota la seva família, singularment la seva sogra i la seva núvia.

## Repartiment
- Fernando Fernán Gómez: Fernando
- Conchita Montes: Isabel
- José Luis Ozores: Simón, el bombero
- Mary Lamar
- Julia Lajos
- Fernando Aguirre
- Manuel Arbó
- Manuel Aguilera: Señor Manzano
- Julia Caba Alba: Julia
- María Cañete: Doña Magdalena
- Benito Cobeña
- Casimiro Hurtado: Guardia
- Manuel de Juan: Don Manuel
- Arturo Marín
- Manuel Miranda

## Premis
En l'edició de 1950 de les medalles del Cercle d'Escriptors Cinematogràfics, Edgar Neville va ser guardonat amb la Medalla al millor argument original i Fernando Fernán Gómez amb la Medalla al millor actor principal.